# 高加索薩瓦納鰍
高加索薩瓦納鰍為輻鰭魚綱鯉形目鰍科的其中一種，為溫帶淡水魚，分布於高加索地區，從俄羅斯庫瑪河至伊朗巴博勒河流域，體長可達10.5公分，棲息在礫石底質的山麓、平原河流底層水域，生活習性不明。

## 扩展阅读
維基物種上的相關：高加索薩瓦納鰍